# Chauvetia obliqua
Chauvetia obliqua là một loài ốc biển, là động vật thân mềm chân bụng sống ở biển trong họ Buccinidae. This name is considered a nomen dubium